# Oblast Qızılorda
De Oblast Qızılorda (Kazachs: Қызылорда облысы, Qızılorda oblısi; Russisch: Кызылординская область) is een deelgebied van Kazachstan. De hoofdstad van de oblast is Qızılorda en heeft 269.000 inwoners. De totale oblast heeft 753.000 inwoners. Andere noemenswaardige plaatsen zijn Aralsk, Qazaly en het door Rusland beheerde Bajkonoer, waar de bekende Kosmodroom van Bajkonoer zich bevindt. De oblast heeft een oppervlakte van 226.000 km². De oblast grenst aan buurland Oezbekistan en aan drie andere Kazachse deelgebieden: Oblast Aqtöbe, Oblast Qarağandı en Oblast Oñtüstik Qazaqstan. De rivier Syr Darja die van het Tiensjan naar het Aralmeer stroomt, stroomt door de oblast Qyzylorda.
De oblast is administratief-territoriaal ingedeeld in 9 eenheden: 7 districten (ауданы) en 2 - met district gelijkgestelde - steden (Қ.Ә.).

## Externe link

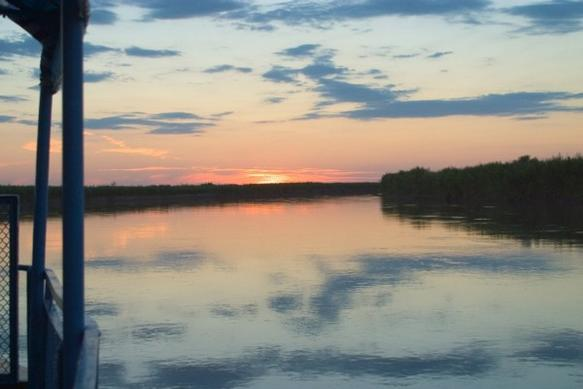
De rivier de Syr Darja in Qızılorda.